# Nati nel 1046
| Questa pagina contiene informazioni ricavate automaticamente dalle voci biografiche con l'ausilio del template Bio e di un bot. L'aggiornamento è periodico e automatico e ricostruisce completamente la pagina. Se manca una persona in questa lista, sei pregato di non aggiungerla, ma accertati piuttosto che la sua voce biografica contenga il template Bio e che i dati anagrafici siano correttamente compilati. Se il template Bio manca, inseriscilo tu stesso o, in alternativa, metti l'avviso {{tmp\|Bio}} che ne segnala la mancanza. Se i dati riportati sono sbagliati, correggi direttamente la voce biografica; le modifiche saranno visibili in questa lista entro pochi giorni. Per chiarimenti vedi il progetto biografie. La lista contiene solo le 7 persone che sono citate nell'enciclopedia e per le quali è stato implementato correttamente il template Bio. Pagina aggiornata al 10 feb 2025. |

- 24 luglio - Jimena Díaz, nobile spagnola († 1116)
- Baudri de Bourgueil, abate, vescovo cattolico e poeta francese († 1130)
- Bernardo di Tiron, monaco cristiano francese († 1117)
- Costanza di Borgogna, francese († 1093)
- Matilde di Canossa, nobildonna italiana († 1115)
- Medico di Potrone, nobile italiano
- Stefano di Grandmont, religioso e santo francese († 1124)